# Suzuki Takeo
Suzuki Takeo (japanisch 鈴木 竹雄; geboren 23. Mai 1905 in der Präfektur Kanagawa; gestorben 9. Dezember 1995) war ein japanischer Jurist, Fachmann für Handelsrecht.

## Leben und Wirken
Suzuki Takeo wurde als dritter Sohn des Unternehmers Suzuki Chūji (鈴木忠治; 1875–1950) geboren und war damit  Neffe von Suzuki Saburōsuke (1868–1931), dem Begründer des Ajinomoto-Unternehmens. Takeo machte 1928 seinen Abschluss an der Universität Tōkyō. Er wurde dort 1930 Assistenzprofessor und dann 1940 Professor. Nach seinem Eintritt in den Ruhestand 1966 übernahm er bis 1976 eine Professur an der Sophia-Universität. 1976 wurde er Mitglied der Akademie der Wissenschaften.
Suzuki war Vorsitzender der Handelsrechtsabteilung des juristischen Beratungsgremium des Justizministers. In der Zeit nach dem Pazifikkrieg waren seine Beiträge wichtig bei der Erstellung der neuen Handelsgesetzgebung, insbesondere was Unternehmensrecht anging.
1982 wurde Suzuki als Person mit besonderen kulturellen Verdiensten geehrt und 1989 mit dem Kulturorden ausgezeichnet.

## Publikationen (Beispiele)
- Wertpapierhandelsgesetz (証券取引法; Shōken torihiki-jō), Neuausgabe 1984
- Unternehmensrecht (会社法, Kaisha-hō) 3. Auflage 1991
- Wechsel- und Scheck-Recht (手形小切手法; Tegata kogitte-hō) 1957, 1992